# 科哈尼夫卡 (卡緬卡區)
48°55′34″N 31°53′57″E / 48.92611°N 31.89917°E
科哈尼夫卡（烏克蘭語：Коханівка）是位於烏克蘭中部的村莊，由切爾卡瑟州切爾卡瑟區的卡姆揚卡市鎮負責管轄。該村面積14.1平方公里，海拔高度148米，2009年人口217，人口密度每平方公里15.4人。